# Franciszek Hirszberg
Franciszek Hirszberg (ur. 14 października 1863 w Kutnie, zm. 4 lipca 1933 w Paryżu) – łódzki fabrykant i naukowiec pochodzenia żydowskiego.

## Życiorys
Hirszberg ukończył szkołę średnią we Włocławku, a następnie studia chemiczne w Zurychu, uzyskując doktorat z chemii, ukończył także studia zoologiczne i geologiczne w Berlinie. W Zurychu należał do zarządu tajnego Związku Młodzieży Polskiej „Zet” założonego przez Zygmunta Miłkowskiego. W 1890 został osadzony w łódzkim więzieniu za działalność niepodległościową, a następnie zesłany na Krym, z którego powrócił do Łodzi w 1892. Tam w 1897 założył farbiarnię wełny surowej przy ul. Leszno 35/37 w Łodzi (późn. ul. L. Żeligowskiego), którą współprowadził z Hugonem Porańskim, prowadząc z nim firmę pod nazwą „Farbiarnia F. Hirszeberg i H. Porański” oraz był właścicielem garbarni.
Po I wojnie światowej zamieszkiwał przy ul. Zielonej 8 w Łodzi. Hirszberg był członkiem Komitetu Giełdowego i Towarzystwa Kredytowego Miejskiego w Łodzi oraz członkiem Zgromadzenia Kupców Miasta Łodzi, członkiem zarządu Stowarzyszenia Techników, członkiem zwyczajnym Towarzystwa Zachęty Sztuk Pięknych.

### Działalność naukowa
Hirszberg był działaczem Towarzystwa Muzeum Sztuki i Nauki i kustoszem muzeum, inicjatorem powstania i współzałożycielem Towarzystwa Przyrodniczego im. S. Staszica w Łodzi, inicjatorem powstania „Czasopisma Przyrodniczego Ilustrowanego”, które subwencjonował oraz pomysłodawcą postawienia pomnika Stanisława Staszica w parku jego imienia. Hirszberg był zainteresowany paleontologią i prehistorią – uczestniczył w sympozjach i zjazdach naukowych w Polsce, Francji, Hiszpanii, w Danii i Rosji. Był inicjatorem powstania Regionalnego Muzeum Przyrodniczego w Łodzi.
Od 1916, zachęcony przez prof. Jana Lewińskiego, pracował w Zakładzie Geologii Uniwersytetu Warszawskiego jako asystent – wolontariusz. Tam porządkował zbiory i tworzył wystawy dydaktyczne ilustrujące procesy geologiczne, a także opracowywał szczątki ichtiozaurów w osadach bonońskich w okolicach Tomaszowa Mazowieckiego, tworząc pierwszą w pracach Państwowego Instytutu Geologicznego publikację nt. gadów kopalnych, pt. „O kręgach ichtiosaurów i plesiosaurów z kimerydu i portlandu okolic Tomaszowa Rawskiego”.
Kolekcjonował otwornice oraz poświęcał się wyjazdom naukowym, wyjeżdżając do miejscowości słynących z wydobywania skamielin, jak np. Solnhofen, zwiedzał jaskinie we Francji i Hiszpanii oraz odwiedzał towarzystwa naukowe i muzea przyrodnicze. Ponadto kolekcjonował materiały do monografii nt. dinozaurów, pozostawiając kilkusetstronicowe, niedokończone rękopisy. Opublikował ich fragment pt. „Wędrówki Dinosaurów” w czasopiśmie „Przyroda i Technika”.

### Życie prywatne
Hirszberg był synem Teodora Hirszberga i bratem fabrykanta Jakuba Hirszberga. Jego żoną była Gustawa z domu Klingsland (1876–1911).
Zmarł w Paryżu i tam został pochowany.